# Милан Бабич
Милан Бабич (серб. Милан Бабић; 26 лютого 1956, Кукар — 5 березня 2006, Гаага) — хорватський політик сербського походження, перший президент Республіки Сербська Країна з квітня 1991 до лютого 1992.
У 1992 році був призначений міністром закордонних справ Республіки Сербської Країни. У липні 1995 був призначений на пост прем'єр-міністра. Під час наступу хорватських військ у серпні 1995 року втік на територію Сербії.
У листопаді 2003 Гаазький трибунал висунув проти Бабича звинувачення в злочинах проти людяності, і він почав співпрацювати зі звинуваченням, визнав свою провину. На суді виступав як свідок на Милошевича та Милана Мартича. У червні 2004 Гаазький трибунал засудив Бабича до 13 років позбавлення волі. За офіційною версією покінчив із собою в тюремній камері.